# Абдуллах аль-Мамун
Абу́ль-Абба́с Абдулла́х ібн Хару́н аль-Маму́н, відомий як аль-Маму́н (араб. المأمون; 14 вересня 786 — 9 серпня 833) — багдадський халіф із династії Аббасидів, астроном.

## Життєпис
Батьком аль-Мамуна був Гарун ар-Рашид, а мати мала перське походження. Після смерті батька халіфом став брат Мамуна аль-Амін, а Мамун став головою Хорасана. Тут здобув підтримку місцевої знаті на чолі із Тахіром. В ході раптової громадянської війни Мамун в 813 році захопив Багдад і запанував там. Він запросив до управління державою вчених і заснував в Багдаді Будинок мудрості (Бейт аль-Хикма), створений в наслідування старовинної перської академії Джундішапура. Симпатизував мутазилітам.
У 827 році за його наказом (і при його фінансуванні) були проведені градусні вимірювання дуги меридіана в долині Синджар, здійснений переклад праці Птолемея арабською мовою («Альмагест»); в 829 році в Багдаді заснована астрономічна обсерваторія.
У 831 році прибув до Єгипту, де жорстоко придушив повстання, так що чисельність коптів в країні зменшилася вдвічі.